# Otomyinae
Otomyinae é uma subfamília de roedores da família Muridae.

## Gêneros
- Myotomys Thomas, 1918
- Otomys F. Cuvier, 1824
- Parotomys Thomas, 1918